# Al St. John

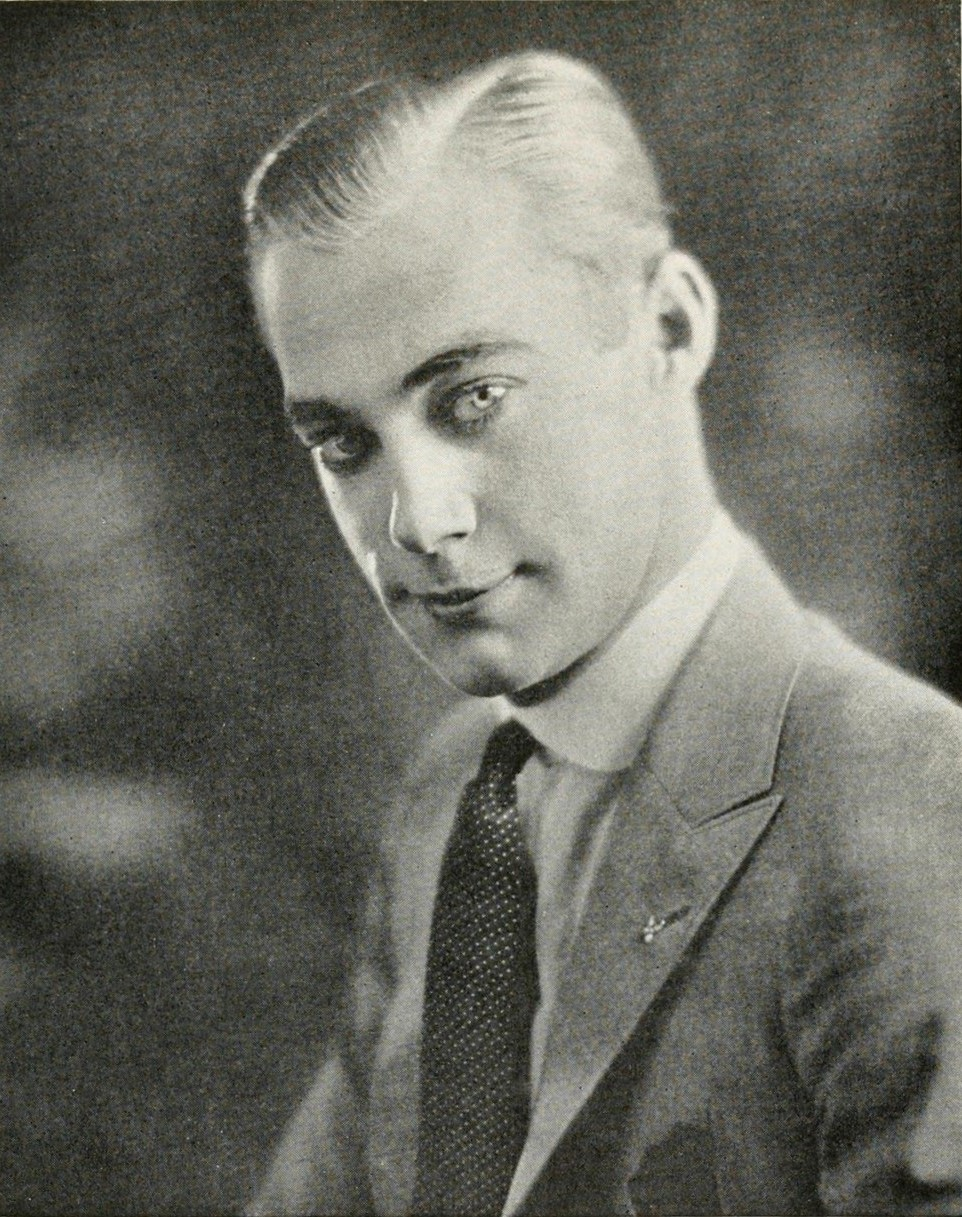
Al St. John (um 1920)

Alfred „Al“ St. John (* 10. September 1892 in Santa Ana, Kalifornien; † 21. Januar 1963 in Lyons, Georgia) war ein populärer US-amerikanischer Schauspieler und Komiker. Obwohl er in den 1920er Jahren Star eigener kurzer Stummfilmkomödien war, wurde er besonders durch seine Rolle als Cowboy Fuzzy Q. Jones in vielen B-Western bekannt. Zwischen 1912 und 1952 wirkte er in insgesamt 346 Filmen mit.

## Stummfilmkomiker

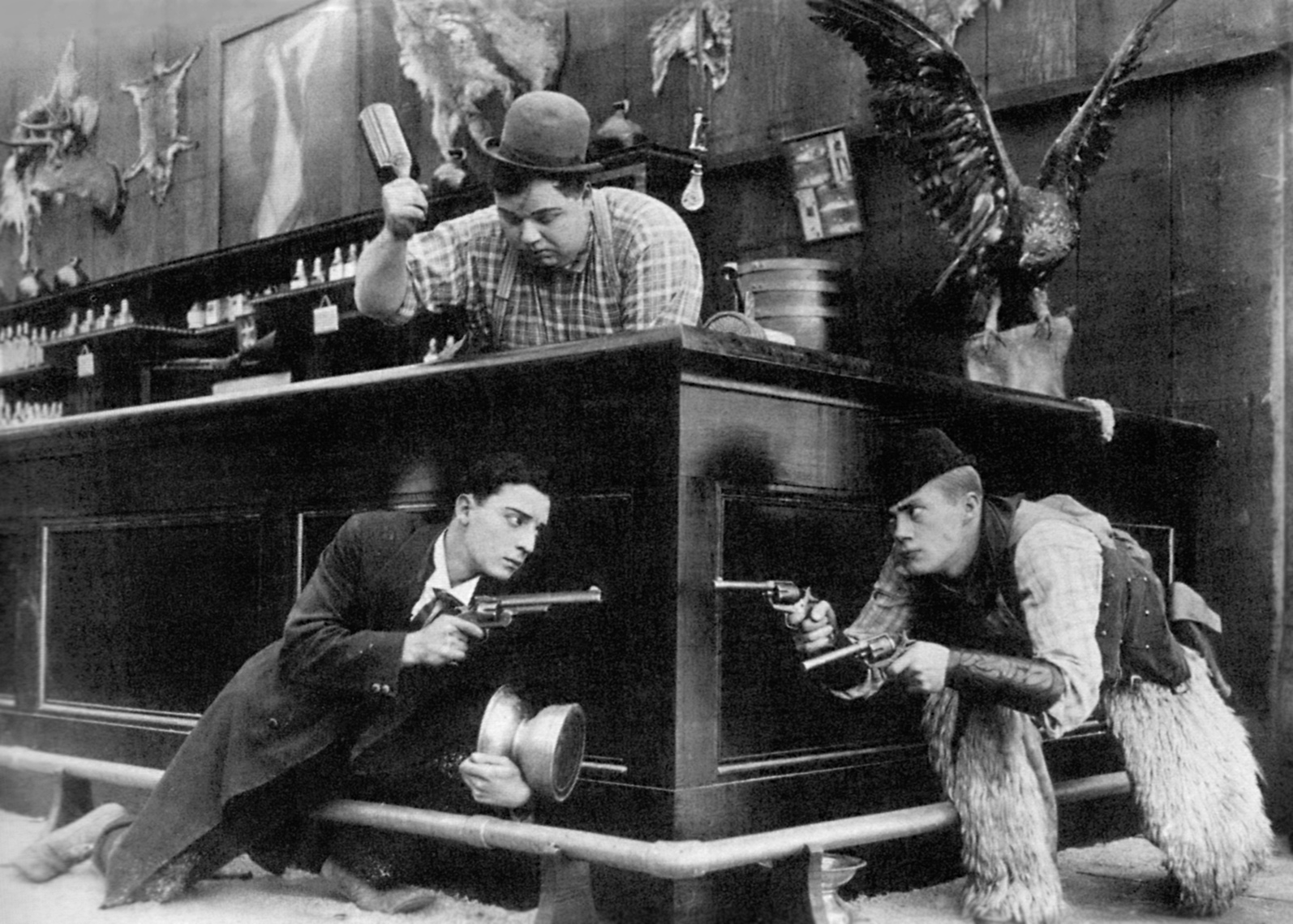
Al St. John (rechts) mit Buster Keaton und Roscoe „Fatty“ Arbuckle in Out West (1918)

Mit seinen Eltern war Al St. John schon früh im kalifornischen Vaudeville aufgetreten, für das er sich auf eine akrobatische Fahrrad-Nummer spezialisiert hatte. Er war der Neffe des angehenden Stummfilm-Stars Fatty Arbuckle und folgte seinem nur fünf Jahre älteren Onkel 1912 ins Filmgeschäft.
Ab 1913 arbeitete er als komödiantischer Nebendarsteller für Mack Sennetts Keystone Studios. In zahlreichen Kurzfilmen spielte er dort neben Arbuckle, Mabel Normand und Charlie Chaplin: 1914 war er in der Statistenrolle eines Hotelpagen in der allerersten Szene zugegen, die mit Chaplins Tramp gedreht wurde (der Anfang von Mabel’s Strange Predicament). Im selben Jahr war er als Keystone Kop auch in der ersten abendfüllenden Filmkomödie der USA, Tillies gestörte Romanze, mit dabei. Besonders effektiv waren seine grellen Schurkenkarikaturen in den Filmen seines Onkels, mit dem er meist um Mabel kämpfte.
Als Paramount Arbuckle 1917 ermöglichte, durch die eigens gegründete Comique Film Corporation seine Filme selbst zu produzieren, nahm er St. John mit und engagierte zusätzlich den Film-Neuling Buster Keaton. St. John gab weiterhin den Gegenspieler, der versuchte, Fatty seine Geliebte abspenstig zu machen, trat aber gegenüber Keaton mit der Zeit mehr und mehr in den Hintergrund. Gemeinsam spielte das Komikertrio, das sich gegenseitig zu Höchstleistungen anstachelte, zwischen 1917 und 1919 in einem Dutzend Kurzfilmen, von denen einer verschollen ist.
In Erinnerung von St. Johns Zeit mit Arbuckle bleiben unter anderem seine Darstellung des schändlichen Kellners in The Waiters’ Ball (1916), sein Auftritt als äußerst hässliches „Mädchen“ in The Butcher Boy (1917), seine Verkörperung des übermenschlichen Western-Outlaws, der von Arbuckle und Keaton in Out West (1918) ausgekitzelt wird, und seine wilden Akrobatik-Einlagen in Filmen wie z. B. He Did and He Didn't (1916).
In den 1920er Jahren bis in die frühe Tonfilmzeit war St. John Star etlicher eigener Kurzfilmkomödien, für die er mitunter wahrscheinlich auch Buch und Regie übernahm, unter anderem für die Fox Film Corporation und Educational Pictures. Außerdem absolvierte er Kurzauftritte für Buster Keaton in den Kurzfilmen Buster Keatons Trauung mit Hindernissen (1920) und The High Sign (1921) sowie dem Klassiker Der General (1926).
Das bekannteste stumme St.-John-Vehikel ist wahrscheinlich der Kurzfilm The Iron Mule (1925), in dem er den Lokführer des aus Keatons Verflixte Gastfreundschaft bekannten Zugs spielt. Die Regie führte Fatty Arbuckle unter dem Pseudonym William Goodrich, Keaton selbst hatte eine Nebenrolle als übelwollender Indianer. Ähnlich gelungene Zusammenarbeiten mit Arbuckle als Regisseur waren der ebenfalls im Western-Milieu angesiedelte Nachfolger Curses (1925) und der Tonkurzfilm Bridge Wives (1932). In der Tonfilm-Zeit trat St. John jeweils noch ein letztes Mal an der Seite seiner beiden einstigen Partner auf, mit Arbuckle in Buzzin’ Around (1933) und mit Keaton in Love Nest on Wheels (1937).
Weitere bedeutende Komiker, in deren Filmen St. John mitwirkte, waren Harold Lloyd in At the Old Stage Door (1919) und Larry Semon in The Stunt Man (1927). Eine Szene aus seinem eigenen Racing Mad (1928) fand für den Abspann der ZDF-Fernsehserie Männer ohne Nerven Verwendung: Rennfahrer St. John entsteigt seinem Autowrack und wirft den Zuschauern Kusshändchen zu.

## Fuzzy
Nach der Einführung des Tonfilms entwickelte sich St. John schnell zum Charakterdarsteller in Western. 1935 schuf er für eine der ersten Western-Serien, The Three Mesquiteers, den Charakter Stoney, der später, in den Jahren 1938/39, von John Wayne dargestellt wurde.
Die Figur des Fuzzy spielte St. John ab 1937, zunächst für  Spectrum Pictures an der Seite des singenden Cowboy-Darstellers Fred Scott (1937/38, 7 Filme) und anschließend in drei Filmserien für das Studio PRC. Die erste und langlebigste davon war Billy the Kid (späterer Titel: Billy Carson, 1940–46, 42 Filme) mit Hauptdarsteller Bob Steele und vor allem dessen Nachfolger Buster Crabbe, der als erster Science-Fiction-Held Flash Gordon berühmt geworden war. Diese Serie machte etwa die Hälfte aller Fuzzy-Filme aus und Crabbe und St. John bildeten in 36 Filmen ein überzeugendes Duo. Parallel dazu entstand die Serie um den Lone Rider (1941–43, 17 Filme) mit dem früheren Opernsänger George Houston, der in der Titelrolle später von Robert Livingston abgelöst wurde. Als Crabbe keine Lust mehr auf Billig-Western hatte, hob man als Ersatz die Serie um den sinistren Cheyenne aus der Taufe (späterer Titel: Lash La Rue, 1947–52, 20 Filme). Pro-Forma-Hauptdarsteller Lash La Rue hieß eigentlich Alfred LaRue, bekam aber wegen seines artistischen Umgangs mit der Peitsche den Spitznamen Lash. Das letzte Dutzend dieser Filme entstand nicht mehr für PRC, sondern für den Produzenten Ron Ormond, und enthielt zunehmend recyceltes Material.
Ab 1941 war die Figur des Fuzzy so populär, dass alle Filme im Vorspann unter dem jeweiligen Filmtitel den Vermerk „with Al (Fuzzy) St. John“ enthielten. Später gab es sogar mindestens drei Filme, bei denen Fuzzy im Zentrum der Handlung stand: Fuzzy Settles Down (1944), His Brother's Ghost (1945) und Outlaws of the Plains (1946). Letztlich wurde der „Sidekick“ für die Vermarktung der Filme, insbesondere in Europa, wichtiger als die eigentlichen Hauptdarsteller. In Deutschland kamen die Low-Budget-Filme, deren Herstellung selten mehr als eine Woche dauerte, gar nur unter dem Titel „Fuzzy“ in die Kinos. Bis 1952 hatte St. John Fuzzy über 80 mal verkörpert.
In den Filmen ist Fuzzy ein eigensinniger, alter Cowboy, eine Art Dorftrottel, der allen Klischees bis hin zur kratzigen Stimme gerecht wird (in der deutschen TV-Synchronisation von Hans Jürgen Diedrich allerdings weit mehr als im Original); außerdem hat er immer einen guten Spruch auf Lager. In den frühen Filmen wirkte Fuzzy noch jünger, erst ab The Kid Rides Again (1943) – St. John war zu diesem Zeitpunkt 49 Jahre alt – alterte die Figur sichtbar, die Bartlänge nahm zu und nun stimmte auch der Hut mit der hochgeknickten Vorderkrempe. In His Brother's Ghost wird Fuzzys tatsächlicher Vorname erwähnt: Jonathan.
Mit seiner Rolle wurde St. John zum Inbegriff des Comical Sidekick in den 1930er- bis 1950er-Jahren, der Blütezeit der Cowboy- und Western-Filme: dem coolen, maskulinen und – aufgrund seiner überragenden Fähigkeiten mit dem Sechsschüsser – praktisch unbesiegbaren Helden wird ein etwas verschrobener, aber lustiger Partner zur Seite gestellt, der das Geschehen auflockert und für unvorhersehbare Wendungen sorgt.
Der Spitzname Fuzzy geht auf einen anderen Schauspieler zurück, John Forrest „Fuzzy“ Knight, der die Rolle des Cowboy Sidekick schon vor St. John gespielt hatte. Offenbar wollten die Produzenten für einen Western ursprünglich Knight anheuern, doch dann wurde die Rolle an St. John vergeben, der dafür den Spitznamen seines Rivalen übernahm.
Erheiternd ist heute nicht nur, wie sich St. John mit angeklebten recht buschigen Bärten und Gebiss-Kaubewegungen tatsächlich älter machte, als er wirklich war. Nicht minder kennzeichnet die zumeist drittklassigen, weil schnellst abgedrehten Filme auch, dass zum Füllen der späteren Kinospannung lange Verfolgungsritte mit Kokosnuss-Geklapper über erkennbar immer dieselben Außendreh-Wege mit immer den gleichen Bäumen und Abzweigungen folgten. Überdies wurden stets wesentlich mehr Kugeln akustisch abgegeben, als ein sechschüssiger Revolver ohne jedes Nachladen je gefasst hätte. Wunderbarerweise wurde dennoch bei den zahlreichen langen Reiter-Verfolgungsjagden niemand je getroffen – denn ein Stuntman, der kameragerecht vom Pferd hätte fallen müssen, wäre zu teuer gewesen. In jedem Fuzzy-Film wurden überdies zur Kostenersparnis von teuren Effekten stets gewohnt  ausführliche Faust-Prügeleien eingebaut – immer mit den üblichen Schlägen bis kurz vors Kinn, Rangeleien, witzigen Umfallern und dabei stets zuverlässig zerbrechenden "hölzernen" Möblierungen. Immerhin: Die heute recht lächerlich anmutenden Low-Budget-Produktionen kamen damals beim Kinopublikum blendend an, mit Star "Fuzzy" St. John als scheinvertrotteltem skurrilen Western-Lieblingsopa, damals real gerade mal erst über 40 Jahre alt. Doch sein legendärer Kinoruhm als kauziger Held fand leider keine Fortsetzung.
Als sich Anfang der 1950er-Jahre das Fernsehen durchzusetzen begann, ging die große Ära der Serienfilme und damit auch die Karriere von Fuzzy zu Ende. Die letzten zehn Jahre seines Lebens trat Al St. John auf Volksfesten und Rodeos auf und war gerade mit der Tommy Scott Wild West Show unterwegs, als er in seinem Hotelzimmer einem tödlichen Herzinfarkt erlag.
In Deutschland wurde die Figur des Fuzzy durch die ZDF-Fernsehserie Western von gestern in den 1980er-Jahren auch einem jüngeren Publikum bekannt. Der eingedeutschte Begriff Fuzzi für einen „nicht ganz ernst zu nehmenden Menschen“ fand Eingang in die Umgangssprache.

## Filmografie (Auswahl)

### Keystone-Kurzfilme (Auswahl)
- 1913: Bangville Police (Mabel Normand/Fred Mace)
- 1914: Mabel’s Strange Predicament (Normand/Charlie Chaplin/Chester Conklin)
- 1914: Tango Tangles (Chaplin/Ford Sterling/Fatty Arbuckle)
- 1914: The Star Boarder (Chaplin)
- 1914: Caught in a Cabaret (Chaplin/Normand)
- 1914: The Knockout (Arbuckle/Chaplin)
- 1914: Mabel’s Busy Day (Normand/Chaplin)
- 1914: Mabel’s Married Life (Chaplin/Normand)
- 1914: Those Country Kids (Arbuckle/Normand)
- 1914: The Rounders (Chaplin/Arbuckle)
- 1914: Mabel’s Blunder (Normand)
- 1914: The New Janitor (Chaplin)
- 1914: Shot in the Excitement (Alice Howell/St. John)
- 1914: Tillies gestörte Romanze (Tillie‘s Punctured Romance, Langfilm mit Marie Dressler/Chaplin/Normand)
- 1914: His Prehistoric Past (Chaplin)
- 1915: Fatty and Mabel’s Simple Life (Arbuckle/Normand)
- 1915: Mabel, Fatty and the Law (Arbuckle/Normand)
- 1915: Mabel and Fatty’s Married Life (Arbuckle/Normand)
- 1915: Fatty’s Faithful Fido (Arbuckle)
- 1915: Mabel’s Wilful Way (Arbuckle/Normand)
- 1915: Fatty’s Plucky Pup (Arbuckle)
- 1916: Fatty and Mabel Adrift (Arbuckle/Normand)
- 1916: He Did and He Didn’t (Arbuckle/Normand)
- 1916: His Wife's Mistakes (Arbuckle)
- 1916: The Waiters' Ball (Arbuckle)
- 1916: Bombs! (Charles Murray, Louise Fazenda)

### Comique-Kurzfilme mit Arbuckle und Keaton (komplett)
verschollene Filme sind gekennzeichnet (*).
- 1917: The Butcher Boy
- 1917: A Reckless Romeo (ohne Keaton, da vor Butcher gedreht)
- 1917: The Rough House
- 1917: His Wedding Night
- 1917: Oh Doctor!
- 1917: Coney Island
- 1917: A Country Hero*
- 1918: A Scrap of Paper (ohne Keaton, Propaganda à la The Bond)
- 1918: Out West
- 1918: The Bell Boy
- 1918: Moonshine
- 1918: Good Night, Nurse!
- 1918: Der Koch (The Cook)
- 1919: Camping Out (ohne Keaton, der seinen Militärdienst ableistete)
- 1919: The Pullman Porter* (ohne Keaton)
- 1919: Love (ohne Keaton)
- 1919: A Desert Hero* (ohne Keaton)
- 1919: Back Stage

### Solo-Kurzfilme (Auswahl)
- 1922: Special Delivery (Regie: Arbuckle)
- 1922: Out Of Place (Regie: Arbuckle)
- 1924: His First Car (Regie: Arbuckle)
- 1925: The Iron Mule (Regie: Arbuckle)
- 1925: Curses (Regie: Arbuckle)
- 1927: Listen Lena
- 1928: Racing Mad
- 1931: Bridge Wives (Regie: Arbuckle)

### Sonstige Auftritte in Komödien und Western (Auswahl)
- 1919: At the Old Stage Door (Harold Lloyd)
- 1920: Buster Keatons Trauung mit Hindernissen (The Scarecrow, Keaton)
- 1921: Buster Keaton bekämpft die blutige Hand (The High Sign, Keaton)
- 1926: Der General (The General, Keaton-Langfilm)
- 1927: The Stunt Man (Larry Semon)
- 1929: Artisten (The Dance of Life)
- 1933: Buzzin’ Around (Arbuckle)
- 1933: Seine persönliche Sekretärin (His Private Secretary)
- 1933: Die Wasserrechte von Lost Creek / Reiter der Gerechtigkeit (Riders Of Destiny, Langfilm mit John Wayne)
- 1935: Das Tal des Todes (Wanderer of the Wasteland)
- 1937: Love Nest on Wheels (Keaton)
- 1940: Li'l Abner (Langfilm)
- 1944: I'm from Arkansas (Langfilm mit Slim Summerville)
- 1950: Gauner, Gangster, schöne Mädchen (The Daltons’ Women)

### Langfilme als Fuzzy
- 1940: Fuzzy außer Rand und Band (Billy the Kid’s Gun Justice)
- 1941: Fuzzy der Meistercowboy (Billy the Kid Wanted)
- 1941: Fuzzy der Unsterbliche (Billy the Kid in Santa Fe)
- 1941: Fuzzy bricht den Terror (Billy the Kid’s Fighting Pals)
- 1941: Fuzzy bricht den Terror (Billy the Kid's Range War)
- 1942: Fuzzy wird energisch (Border Roundup)
- 1942: Fuzzy jagt sich selbst (Billy the Kid Trapped)
- 1942: Fuzzy greift ein (The Lone Rider and the Bandit)
- 1944: Fuzzy der Draufgänger (Valley of Vengeance)
- 1944: Fuzzy lebt gefährlich (Oath of Vengeance)
- 1946: Fuzzy schreckt vor nichts zurück (Gentlemen with Guns)
- 1946: Fuzzy der Draufgänger (Ghost of Hidden Valley)
- 1947: Fuzzy räumt auf (Ghost Town Renegades)
- 1947: Fuzzy, Räuber und Banditen (Law of the Lash)
- 1947: Fuzzy der Banditenkiller (Border Feud)
- 1947: Fuzzy und das krumme Ding (Cheyenne Takes Over)
- 1947: Fuzzy rechnet ab (The Fighting Vigilantes)
- 1947: Fuzzy sieht Gespenster (Pioneer Justice)
- 1947: Fuzzy gegen Tod und Teufel (Return of the Lash)
- 1948: Fuzzy und die bösen Buben (Frontier Revenge)
- 1949: Fuzzy und der Weisheitszahn (Son of a Badman)
- 1950: Fuzzy und der Peitschenheini (King of the Bullwhip)
- 1951: Fuzzy und der Kutschentrick (The Thundering Trail)